# Lubaczowski
Lubaczowski là một huyện thuộc tỉnh Podkarpackie của Ba Lan. Huyện có diện tích 1308 km². Đến ngày 1 tháng 1 năm 2011, dân số của huyện là 56681 người và mật độ 43 người/km².